# Anousheh Ashouri
Anousheh Ashouri est un homme d'affaires anglo-iranien détenu à la prison d'Evin en Iran entre 2017 et 2022. Il est libéré en même temps que Nazanin Zaghari-Ratcliffe le 16 mars 2022,,.
Arrêté par les autorités iraniennes en août 2017, alors qu'il était dans le pays pour rendre visite à sa mère, il est condamné en août 2019 par la justice iranienne à 12 ans de prison : 10 ans pour avoir selon les autorités iraniennes "espionné pour le Mossad israélien" et deux ans pour "avoir acquis des richesses illégitimes".

## Biographie
Anousheh Ashouri étudie  l'ingénierie mécanique et aéronautique au Royaume-Uni où il passe 10 ans à partir de 1972, après quoi il retourne en Iran pour prendre soin de son père malade. Il se réinstalle au Royaume-Uni en 2005 pour "étendre son activité à l'étranger". 

## Réactions à son emprisonnement
Des universitaires britanniques et la famille d'Ashoori ont déclaré que la détention d'Ashoori, et celle d'autres citoyens iraniens emprisonnés à la double nationalité, est liée à des différends diplomatiques entre l'Iran et le Royaume-Uni.